# Chapelle Sainte-Suzanne de Sérent
Pour les articles homonymes, voir chapelle Sainte-Suzanne.
La chapelle Sainte-Suzanne de Sérent est située  au lieu-dit Tréviet, à Sérent dans le Morbihan en France.

## Historique

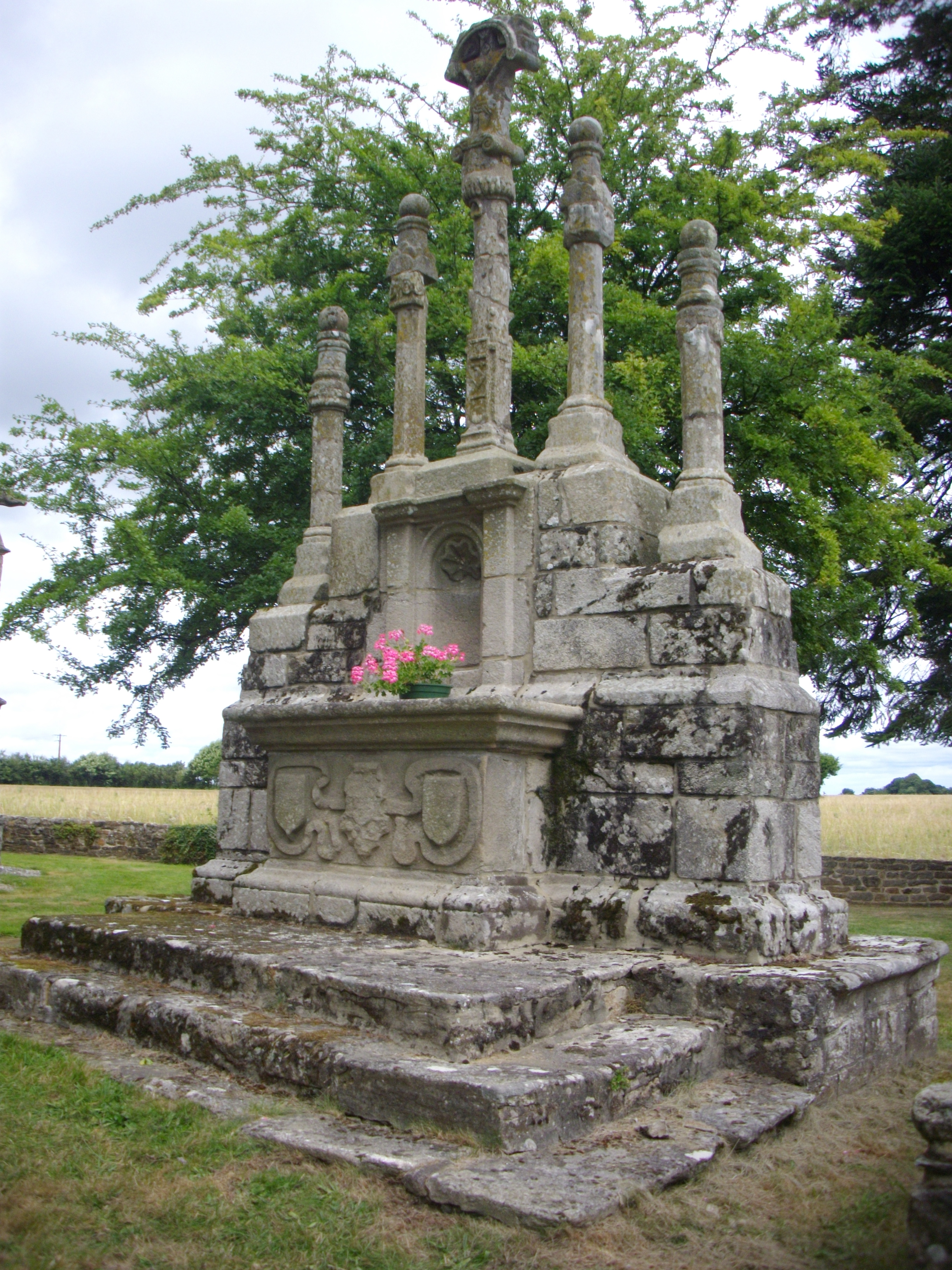
Calvaire de la chapelle.

La chapelle Sainte-Suzanne fait l’objet d’un classement au titre des monuments historiques depuis le 6 juin 1977. Le dernier mariage célébré dans la chapelle eut lieu le 17 mars 1989 en raison de travaux dans l'église de Sérent.